# Basilica di Sant'Andochio
La basilica di Sant'Andochio (in francese: basilique Saint-Andoche de Saulieu) è una chiesa cattolica di Saulieu, nel dipartimento della Côte-d'Or, sede di parrocchia appartenente all'arcidiocesi di Digione.
Costruita in stile romanico nell'XI-XII secolo in parte ispirandosi alla chiesa abbaziale di Cluny, fu dedicata il 21 dicembre 1191 da papa Callisto II. Fu notevolmente danneggiata durante la guerra dei cent'anni, nel 1359 perdendo a causa di un incendio l'intero capocroce, che fu sostituito soltanto nel 1704 con l'attuale abside poligonale, e le torri campanarie originali.
La chiesa è monumento storico di Francia dal 1840 e basilica minore dal 1919.

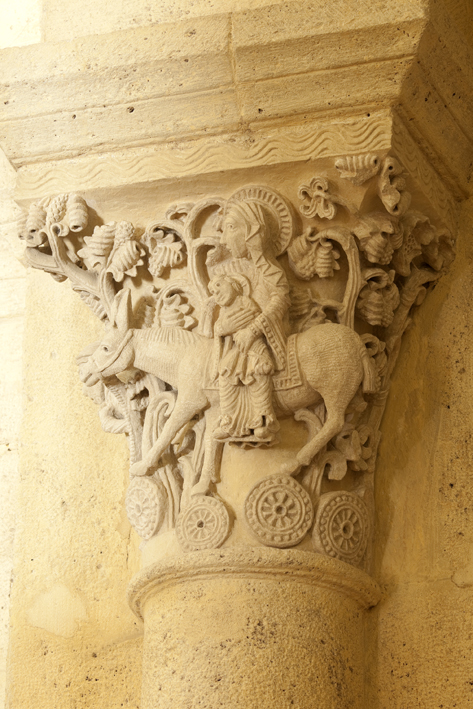
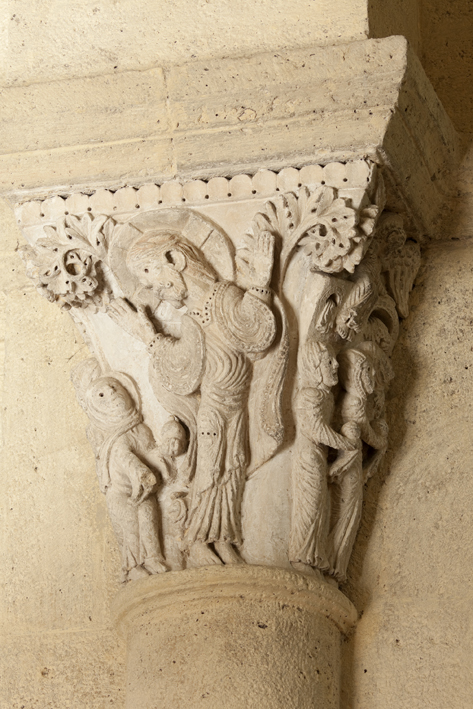
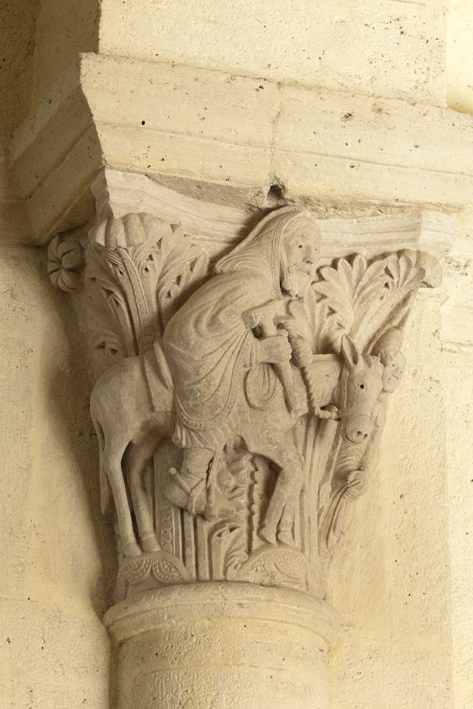
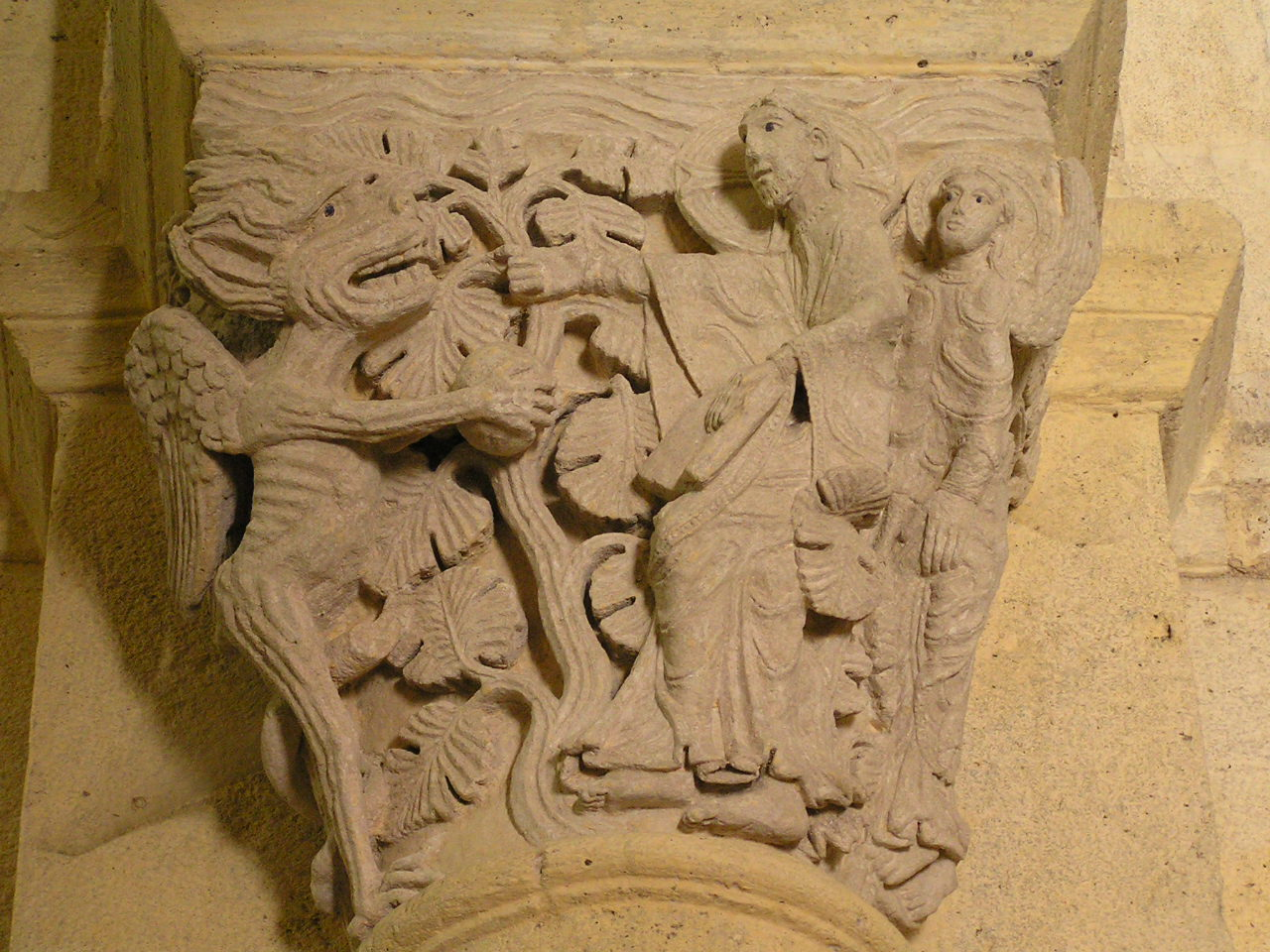